# Перелітний птах (серіал, 2022)
«Перелітний птах» (тур. Yalı Çapkını) — турецький драматичний телесеріал, створений компанією OGM Pictures. Прем'єра відбулася 23 вересня 2022 року. В Україні прем'єра відбулася 17 лютого 2025 року на телеканалі Бігуді. Головні ролі виконали Афра Сарачоглу, Мерт Рамазан Демір, Четін Текіндор, Шеріф Сезер, Гюльчин Сантирджиоглу, Емре Алтуг, Гьозде Кансу.

## Сюжет
Феріт Корхан — розпещений спадкоємець багатої стамбульської родини, чия щоденна рутина обмежується вечірками та новими завоюваннями дівчат. Його поведінка викликає обурення у діда, Халіса Корхана, власника великої ювелірної імперії та глави родини. Халіс вирішує, що настав час одружити Феріта з підходящою дівчиною з рідного міста — Газіантепу, і завдання знайти наречену покладає на свою старшу невістку, Іфакат.
Хоча Феріт і не має бажання одружуватися, він не може відмовити дідусеві, і невдовзі Іфакат знаходить підходящу кандидатуру — Суну, старшу доньку родини Шанли. Однак, у ніч пропозиції Феріт, здивувавши всіх, обирає молодшу доньку, Сейран. Це рішення шокує не лише Суну, але й саму Сейран, яка, тим не менш, погоджується на пропозицію. Казим, батько дівчат, приймає вибір Феріта, і таким чином починається їхній спільний шлях як подружжя в Стамбулі.

## Актори та персонажі
| Актор                 | Роль                       | Актор українського закадрового озвучення | Епізоди           |
| --------------------- | -------------------------- | ---------------------------------------- | ----------------- |
| Афра Сарачоглу        | Сейран Шанли (Корхан)      | Катерина Здор                            | 1-101             |
| Мерт Рамазан Демір    | Феріт Корхан               | Олександр Погребняк                      | 1-101             |
| Четін Текіндор        | Халіс Корхан               | Михайло Кришталь                         | 1-101             |
| Шериф Сезер           | Хаттуч Шанли (Корхан)      | Ірина Дорошенко                          | 1-101             |
| Гюльчин Сантирджиоглу | Іфакат Корхан              | Лариса Руснак                            | 1-101             |
| Емре Алтуґ            | Орхан Корхан               | Андрій Твердак                           | 1-101             |
| Гьозде Кансу          | Гюльгюн Корхан             | Лідія Муращенко                          | 1-101             |
| Біннур Кая            | Нюкет Корхан               |                                          | 37-63             |
| Таро Емір Текін       | Кая Сонмез                 | Павло Скороходько                        | 37-73             |
| Ерсін Ариджи          | Абідін Корхан              | Денис Жупник                             | 1-101             |
| Беріл Позам           | Суна Шанли (Сонмез/Корхан) | Анастасія Чубинська                      | 1-101             |
| Доукан Полат          | Фуат Корхан                | Павло Скороходько                        | 1-33, 84-88       |
| Ірем Алтуг            | Султан                     | Аліса Гур'єва                            | 1-44              |
| Ознур Серчелер        | Асуман Корхан              | Юлія Перенчук                            | 1-73              |
| Хюлья Дуяр            | Шефіка                     | Аліна Проценко                           | 1-101             |
| Дірен Полатогуларі    | Казим Шанли                | Дмитро Завадський                        | 1-101             |
| Сезін Бозаджи         | Есме Шанли                 | Олена Узлюк                              | 1-101             |
| Їгит Тунджай          | Латіф                      | Євген Пашин                              | 1-73              |
| Буче Бусе Кахраман    | Пелін Їлмаз                | Дар'я Пилипенко                          | 1-36, 42-73       |
| Джансу Фиринчи        | Ібрагім                    | Андрій Соболєв                           | 1-10              |
| Селен Озбайрак        | Діджле                     | Анастасія Павленко                       | 1-49              |
| Умут Гезер            | Юсуф                       | Євген Локтіонов                          | 1-36              |
| Мендерес Саманджилар  | Неджип                     |                                          | 3-13, 34          |
| Тамер Левент          | Зія                        | Олег Лепенець                            | 59, 62, 72-73     |
| Розет Хубеш           | Чічек                      | Людмила Ардельян                         | 86-97             |
| Гюлен Гедікоглу       | Айшен                      |                                          | 45-94             |
| Аріф Сельчук          | Дженгіс                    | Михайло Жонін                            | 92-101            |
| Селін Беліз Шахан     | Севда                      |                                          |                   |
| Хазал Араджи          | Бетюль                     |                                          | 21, 74-89         |
| Мухаммед Мустафа      | Карлос                     | Роман Солошенко                          |                   |
| Пелін Акил            | Діяр                       |                                          | 74-84             |
| Меліх Озкая           | Акин                       |                                          | 56-67             |
| Туфан Гекпинар        | Сертер                     |                                          | 10-20, 56-66      |
| Топрак Саглам         | Зерін Їлмаз                |                                          | 23-36, 42-73      |
| Джемре Гюмелі         | Таліх Озгюн                | Наталя Романько-Кисельова                | 38-41             |
| Мухаммель Джангерен   | Саффет Іхсанли             | Михайло Жонін                            | 27-36             |
| Більге Джан Текер     | Назан Іхсанли              | Лідія Муращенко                          | 27-36             |
| Баран Белюкбаши       | Тарик Іхсанли              |                                          | 28-36, 68-73, 100 |
| Едіз Акшехір          | Саффет Іхсанли             | Ярослав Шахторін                         | 25-36, 68-73, 100 |
| Бюшра Альнітеміз      | Пирил                      | Вікторія Москаленко                      | 43-71             |
| Тургут Тунчальп       | Шехмуз                     | Володимир Терещук                        | 44-73             |
| Ніла Яри              | Едже                       | Єлизавета Зіновенко                      | 48-68             |
| Ілкай Кайку           | Мезіде                     |                                          | 63-72             |
| Дженан Чамюрду        | Садик                      |                                          |                   |
| Бетюль Актель         | Невра                      |                                          | 53-61             |
| Міне Тугай            | Дефне                      |                                          | 16-26             |
| Фират Челік           | Ефе Хан                    |                                          | 17-23             |
| Джем Секют            | Синан Кантарджі            | Дмитро Рассказов-Тварковський            | 74-84             |
| Сара Їлмаз            | Дуру Корхан 1              |                                          | 100-101           |
| Ада Кох               | Дуру Корхан 2              |                                          | 101               |
| Бурак Башоглу         | Тешко Корхан 1             |                                          | 100               |
| Мерт Індже            | Тешко Корхан 2             |                                          | 101               |
|                       | Тешко Корхан 3             |                                          | 101               |
|                       | Хатідже Корхан 1           |                                          | 100               |
|                       | Хатідже Корхан 2           |                                          | 101               |

## Опис персонажів
1. Сейран Шанли Корхан— головна героїня серіалу, молода жінка з ґідністю, силою духу та глибокими емоціями. Вона родом із консервативної родини в Газіантепі, вихована в строгості та підпорядкуванні. Проте за її спокійним і скромним виглядом приховується вольовий характер. Її змушують вийти заміж за Ферита Корхана — багатого, але легковажного спадкоємця стамбульської родини. Спочатку вона не має до нього почуттів, їхній шлюб — це домовленість між родинами. Але з часом між ними виникають глибші почуття. Сейран — розумна, гідна, часом вперта, але завжди вірна собі. Вона бореться за власну свободу, гідність і справжнє кохання. 
2. Феріт Корхан— головний герой серіалу, типовий «золотий хлопчик»: багатий, красивий, розпещений і безтурботний. Він — спадкоємець родини Корханів, що володіє розкішним особняком у Стамбулі. Звик жити легко, весело й без відповідальності, змінюючи дівчат як рукавички. Однак усе змінюється, коли його дідусь вирішує, що Феріт має одружитися, щоб нарешті стати серйознішим і взяти відповідальність за своє життя. Так він зустрічає Сейран — дівчину з Газіантепу, яка стає його дружиною за домовленістю родин. Спочатку Феріт ставиться до шлюбу легковажно, бачить у ньому чергову гру. Але з часом Сейран пробуджує в ньому глибші почуття, змушує дорослішати, замислюватися про любов, вірність і себе самого. Феріт може здаватися егоїстичним, іноді нестриманим, але в ньому є щирість, вразливість і здатність до глибокої любові.
3. Халіс Корхан — глава родини Корханів, дідусь Феріта. Він — суворий, авторитетний і надзвичайно впливовий патріарх, який звик, що всі навколо виконують його волю без заперечень. Його слово — закон у домі. Халіс — людина традиційних поглядів, жорстких принципів і патріархального світогляду. Він упевнений, що знає, що краще для його родини. Для нього сімейна честь, імідж і влада — понад усе.
Проте, попри свою холодність і вимогливість, у Халіса є глибоко заховані емоції. Його турбота про родину проявляється у вчинках. І хоча він може здаватися майже диктатором у родині, глядачі поступово бачать його як більш багатогранного персонажа — втомленого життям, з непростим минулим і своїм баченням порядку.
4. Іфакат Корхан — тітка Феріта й фактична господиня розкішного особняка Корханів. Вона — стримана, вишукана, дипломатична, але при цьому дуже впливова жінка в родині. Її образ — це уособлення жіночої стійкості, витонченості. Вона часто діє стратегічно, не дозволяючи собі зайвих емоцій, але при цьому має сильне прагнення до влади, контролю і впливу.
5. Орхан Корхан— батько Феріта та син Халіса. Він стриманий, підлеглий і майже повністю знаходиться під тиском батьківського авторитету. Орхан — людина, яка звикла жити в тіні Халіса, ніколи не сперечатися і виконувати накази, навіть якщо це суперечить його власним цінностям.
Орхан — це образ "втраченого сина", людини, яка ніколи не змогла стати повноцінним главою ні родини, ні свого власного життя.
6. Ґюльгюн Корхан— мати Феріта та дружина Орхана. Вона — елегантна, витончена, але дуже емоційна жінка з глибоким внутрішнім світом. Вона болісно переживає за сина, хоч і не завжди може відстояти його інтереси прямо. 
7. Фуат Корхан— старший брат Феріта. Він набагато серйозніший, спокійніший і стриманіший, ніж молодший брат. На перший погляд, Фуат — приклад зразкового сина в очах Халіса: відповідальний, надійний, завжди виконує обов’язки, не ставить зайвих питань. Він довго був у шлюбі з Асуман — жінкою, з якою мав складні, але стабільні стосунки. Попри зовнішній спокій, у Фуаті приховано багато внутрішніх конфліктів і болю. Він — той, хто звик пригнічувати власні почуття, щоб не порушити баланс у родині. Але в якийсь момент усе це накопичується й проривається назовні.
8. Асуман Корхан — дружина Фуата і невістка родини Корханів. Вона — розумна, цілеспрямована, амбітна жінка, яка з першого погляду здається ідеальною: вихована, елегантна, з гарною зовнішністю і вмінням тримати обличчя в будь-якій ситуації.
9. Суна Шанли— старша сестра Сейран. Вона виросла в тій самій суворій родині з жорстким батьком Казимом, але на відміну від Сейран — більш покірна, тиха і ніжна. Суна — це дівчина, яка все життя слухалась, жила за правилами й мріяла про шлюб, де її любитимуть і поважатимуть. Її шлях — це шлях пошуку себе, гідності та власної вартості.
10. Казим Шанли— батько Сейран і Суни, чоловік, що уособлює жорстокі принципи патріархального суспільства.
Казим — жорстка, владна постать. Він — типова "глава родини", яка вважає себе беззаперечним авторитетом, і його слова є законом для його родини. Його стосунки з дочками, а також з дружиною, зводяться до суворого контролю й диктату. Він часто виявляється надмірно суворим і непоступливим, очікуючи від своїх дітей і дружини підкорення, без права на власні рішення. Особливо важливою є його роль у житті Сейран. Його жорстокість часто межує з тиранією, але глибше розуміння його персонажа показує, що за цим приховані страхи й переживання, які він не може виразити.
11. Хатуч Хатідже Шанли — тітка Казима та частиною старшого покоління в родині, але в той же час — це жінка з дуже сильним характером і певними переконаннями, які визначають її місце у родині. Хатуч — людина, яка виросла в умовах суворих родинних традицій і чітко розуміє, як працює система цінностей, на основі якої будується родина. Вона має важливу роль як старша і мудра постать, часто виступаючи порадницею або тією, хто контролює певні питання в родині.
12. Абідін — це надзвичайно вірна людина. Він працює у родині Корханів і виступає як помічник або працівник, але з часом його роль набуває більшої ваги, і він стає важливим елементом у сюжеті. Його часто можна побачити в ролі доброго товариша або навіть джерела розслаблення для інших персонажів. Він виявляється надзвичайно лояльним, здатним на глибокі почуття, а іноді і на серйозні рішення, коли цього вимагає ситуація.

## Сезони

### Туреччина
| Сезон | Початок сезону  | Фінал сезону  | Кількість серій | Епізоди | Канал ТВ | День і час трансляції |
| ----- | --------------- | ------------- | --------------- | ------- | -------- | --------------------- |
| 1     | 23 вересня 2022 | 9 червня 2023 | 36              | 1-36    | Star TV  | Щоп'ятниці, 20:00     |
| 2     | 15 вересня 2023 | 7 червня 2024 | 37              | 37-73   | Star TV  | Щоп'ятниці, 20:00     |
| 3     | 13 вересня 2024 | 4 квітня 2025 | 28              | 74-101  | Star TV  | Щоп'ятниці, 20:00     |

### Україна
| Сезон | Початок сезону | Фінал сезону   | Кількість серій | Епізоди | Канал ТВ | День і час трансляції     |
| ----- | -------------- | -------------- | --------------- | ------- | -------- | ------------------------- |
| 1     | 17 лютого 2025 | 11 квітня 2025 | 118             | 1-118   | Бігуді   | Понеділок-П'ятниця, 20:00 |
| 2     | 11 квітня 2025 | 9 червня 2025  | 125             | 119-243 | Бігуді   | Понеділок-П'ятниця, 20:00 |
| 3     | 10 червня 2025 | 21 липня 2025  | 89              | 244-332 | Бігуді   | Понеділок-П'ятниця, 20:00 |

## Трансляція в Україні
- Серіал транслювався з 17 лютого по 21 липня 2025 року на телеканалі Бігуді у будні о 20:00 по три серії.
- Українською мовою серіал озвучено студією «1+1» у 2025 році.

## Рейтинги серій
| Сезон 1 (2022) | Сезон 1 (2022) | Сезон 1 (2022) | Сезон 1 (2022) | Сезон 2 (2023) | Сезон 2 (2023) | Сезон 2 (2023) | Сезон 2 (2023) | Сезон 3 (2024) | Сезон 3 (2024) | Сезон 3 (2024) | Сезон 3 (2024) |
| Серія          | Рейтинг        | Рейтинг        | Рейтинг        | Серія          | Рейтинг        | Рейтинг        | Рейтинг        | Серія          | Рейтинг        | Рейтинг        | Рейтинг        |
| Серія          | TOTAL          | AB             | ABC1           | Серія          | TOTAL          | AB             | ABC1           | Серія          | TOTAL          | AB             | ABC1           |
| -------------- | -------------- | -------------- | -------------- | -------------- | -------------- | -------------- | -------------- | -------------- | -------------- | -------------- | -------------- |
| 1              | 3,76           | 2,66           | 3,14           | 37             | 9,31           | 6,84           | 8,19           | 74             | 4,46           | 2,69           | 3,36           |
| 2              | 7,15           | 6,37           | 6,59           | 38             | 8,02           | 6,10           | 7,49           | 75             | 4,29           | 2,44           | 3,13           |
| 3              | 8,60           | 7,71           | 8,41           | 39             | 8,64           | 6,40           | 7,50           | 76             | 4,29           | 2,26           | 3,01           |
| 4              | 9,54           | 7,58           | 9,04           | 40             | 8,73           | 5,68           | 7,57           | 77             | 4,33           | 2,51           | 3,48           |
| 5              | 10,71          | 9,21           | 10,68          | 41             | 7,13           | 3,71           | 5,60           | 78             | 3,84           | 2,73           | 2,78           |
| 6              | 12,03          | 9,98           | 11,21          | 42             | 6,68           | 4,86           | 6,41           | 79             | 5,35           | 2,72           | 4,49           |
| 7              | 11,24          | 9,63           | 10,60          | 43             | 8,12           | 5,19           | 7,50           | 80             | 5,83           | 4,32           | 4,68           |
| 8              | 11,69          | 8,83           | 10,58          | 44             | 8,27           | 4,85           | 7,11           | 81             | 5,16           | 3,37           | 4,29           |
| 9              | 12,68          | 10,57          | 11,72          | 45             | 7,59           | 4,78           | 6,30           | 82             | 4,96           | 3,12           | 3,99           |
| 10             | 13,73          | 11,19          | 12,56          | 46             | 7,50           | 5,57           | 7,06           | 83             | 5,10           | 3,93           | 4,18           |
| 11             | 13,34          | 11,07          | 11,82          | 47             | 8,53           | 4,84           | 6,99           | 84             | 5,03           | 2,73           | 4,12           |
| 12             | 12,73          | 10,45          | 11,05          | 48             | 10,01          | 7,01           | 9,06           | 85             | 4,90           | 2,60           | 3,65           |
| 13             | 14,62          | 11,43          | 13,08          | 49             | 8,94           | 6,16           | 8,07           | 86             | 4,41           | 3,18           | 3,88           |
| 14             | 14,60          | 12,52          | 13,25          | 50             | 8,20           | 4,50           | 7,33           | 87             | 4,51           | 2,51           | 3,73           |
| 15             | 15,31          | 12,33          | 13,64          | 51             | 8,12           | 5,39           | 6,64           | 88             | 3,99           | 2,20           | 3,15           |
| 16             | 14,42          | 10,57          | 12,61          | 52             | 8,50           | 5,07           | 7,13           | 89             | 4,87           | 2,27           | 3,40           |
| 17             | 13,24          | 9,91           | 11,94          | 53             | 7,79           | 5,83           | 6,65           | 90             | 4,29           | 2,63           | 3,35           |
| 18             | 12,01          | 8,24           | 10,32          | 54             | 8,02           | 4,23           | 5,96           | 91             | 4,20           | 2,80           | 2,98           |
| 19             | 13,12          | 9,31           | 10,36          | 55             | 7,77           | 5,57           | 6,79           | 92             | 4,07           | 1,75           | 3,12           |
| 20             | 13,49          | 10,84          | 12,53          | 56             | 7,85           | 4,36           | 5,97           | 93             | 3,79           | 2,39           | 3,25           |
| 21             | 13,83          | 11,17          | 12,55          | 57             | 7,29           | 4,57           | 6,14           | 94             | 3,58           | 2,06           | 2,63           |
| 22             | 12,70          | 10,79          | 11,26          | 58             | 8,21           | 5,44           | 6,85           | 95             | 3,63           | 1,80           | 2,68           |
| 23             | 10,01          | 7,95           | 9,11           | 59             | 6,59           | 4,15           | 5,54           | 96             | 3,27           | 2,34           | 2,27           |
| 24             | 10,12          | 7,50           | 9,01           | 60             | 5,81           | 4,04           | 4,99           | 97             | 3,10           | 1,63           | 2,46           |
| 25             | 9,39           | 6,57           | 8,49           | 61             | 5,05           | 3,27           | 3,94           | 98             | 2,99           | 1,48           | 1,72           |
| 26             | 10,11          | 7,66           | 9,30           | 62             | 6,54           | 4,99           | 5,74           | 99             | 2,88           | 1,85           | 2,12           |
| 27             | 10,08          | 8,14           | 9,58           | 63             | 6,93           | 4,30           | 6,14           | 100            | 3,22           | 2,95           | 2,64           |
| 28             | 11,98          | 10,38          | 11,59          | 64             | 5,80           | 3,41           | 5,20           | 101            | 3,79           | 2,34           | 2,62           |
| 29             | 9,79           | 8,20           | 8,44           | 65             | 4,51           | 2,65           | 3,36           |                |                |                |                |
| 30             | 11,54          | 7,61           | 9,11           | 66             | 6,38           | 4,15           | 5,10           |                |                |                |                |
| 31             | 10,87          | 8,20           | 9,87           | 67             | 6,44           | 3,25           | 4,49           |                |                |                |                |
| 32             | 10,31          | 8,30           | 8,65           | 68             | 5,91           | 3,33           | 4,86           |                |                |                |                |
| 33             | 11,46          | 9,11           | 10,67          | 69             | 4,83           | 3,16           | 3,46           |                |                |                |                |
| 34             | 11,13          | 8,08           | 9,23           | 70             | 4,81           | 2,53           | 3,61           |                |                |                |                |
| 35             | 11,33          | 9,81           | 10,17          | 71             | 4,98           | 3,02           | 3,96           |                |                |                |                |
| 36             | 10,15          | 7,09           | 9,24           | 72             | 4,01           | 2,10           | 2,71           |                |                |                |                |
|                |                |                |                | 73             | 4,26           | 2,49           | 3,03           |                |                |                |                |

## Нагороди
| Рік  | Премія                       | Категорія             | Номінант                           | Результат |
| ---- | ---------------------------- | --------------------- | ---------------------------------- | --------- |
| 2023 | 49. Премія «Золотий метелик» | Найкращий серіал      | Перелітний птах                    | Перемога  |
| 2023 | 49. Премія «Золотий метелик» | Найкраща акторка      | Афра Сарачоглу                     | Номінація |
| 2023 | 49. Премія «Золотий метелик» | Найкращий актор       | Мерт Рамазан Демір                 | Номінація |
| 2023 | 49. Премія «Золотий метелик» | Найкраща пара серіалу | Афра Сарачоглу, Мерт Рамазан Демір | Номінація |
| 2023 | 49. Премія «Золотий метелик» | Кращий режисер        | Бурджу Алптекин                    | Номінація |
| 2023 | 49. Премія «Золотий метелик» | Найкращий сценарій    | Мехмет Бариш Гюнгер                | Номінація |